# Джахангиров, Тарзин Эльшан оглы
Тарзин Эльшан оглы Джахангиров (азерб. Cahangirov Tərzin Elşən oğlu; 17 января 1992, Кубатлы, Азербайджан) — азербайджанский футболист, полузащитник.

## Биография
Начал заниматься футболом в детской футбольной школе «Гянджлик-95», города Сумгаита. Первый тренер — Тофиг Рзаев.
С 2009 года обучался азам футбола в Футбольной Академии «Габала», откуда был отобран вначале в молодёжный состав, а с 17-ти лет в основной состав клуба «Габала». При этом, бывший главный тренер габалинцев, знаменитый в прошлом капитан английской сборной Тони Адамс, лично отобравший Джахангирова в основной состав клуба, сравнил Тарзина с полузащитником сборной Англии и лондонского «Челси» Фрэнком Лэмпардом, назвав Тарзина за его внешний вид «новым Фрэнком Лэмпардом».
С 2010 года защищает цвета клуба премьер-лиги Азербайджана — «Габала» из одноимённого города. Летом 2012 года новый тренерский состав клуба объявил о сдаче Джахангирова на правах аренды в другой клуб, но в дальнейшем поменял своё решение, продлив контракт с молодым футболистом. В составе клуба выступает под № 24.